# David Scott
David Randolph Scott (San Antonio, 6 giugno 1932) è un astronauta statunitense.
Fece parte del terzo gruppo di astronauti nominati dalla NASA nell'ottobre 1963 ed è uno dei 12 uomini che hanno camminato sulla Luna.
Scott fu il primo del terzo gruppo di astronauti ad essere selezionato per volare ed anche il primo a comandare una loro missione.
È noto anche per aver sperimentato in assenza di atmosfera la legge sulla caduta dei gravi di Galileo attraverso una piuma fatta cadere insieme ad un martello.

## Gemini
Il 16 marzo 1966 lui e il comandante Neil Armstrong furono lanciati nello spazio con la missione Gemini 8, un volo pensato per durare tre giorni ma terminato prima del tempo a causa del malfunzionamento di un propulsore di assetto. L'equipaggio eseguì il primo attracco di due veicoli nello spazio e dimostrò grandi abilità di pilotaggio nel risolvere il problema indotto dal malfunzionamento del propulsore, riuscendo a portare il veicolo spaziale ad un atterraggio sicuro.

## Apollo 9
Scott fu utilizzato come pilota comandante del modulo Apollo 9, 3-13 marzo 1969. Questo fu il terzo volo con equipaggio del programma Apollo, il secondo ad utilizzare il razzo Saturn V e il primo a completare una orbita terrestre comprensiva e un collaudo del veicolo "Apollo totalmente configurato".
Il volo di dieci giorni fornì vitali informazioni precedentemente non disponibili sulle prestazioni operazionali, stabilità e affidabilità della propulsione del modulo lunare e dei sistemi vitali di supporto. La parte migliore di questa valutazione fu il completamento della simulazione di ritrovo in orbita lunare e il seguente attracco, iniziato da James McDivitt e Russell Schweickart da dentro il modulo lunare alla distanza di separazione che superava i 60 km dal modulo di servizio/comando pilotato da Scott. L'equipaggio dimostrò e confermò anche l'attuabilità di un trasferimento di equipaggio, le tecniche e l'equipaggiamento per le attività extraveicolari, con Schweikart che completò un periodo di passeggiata spaziale di 46 minuti fuori dal modulo lunare. Durante questo periodo Dave Scott completò una sessione extraveicolare di un'ora in piedi nel modulo di comando aperto a fotografare le attività di Schweickart e rilevando campioni termici dall'esterno del modulo di comando. Apollo 9 ammarò a meno di 7 km dalla portaelicotteri USS Guadalcanal (LPH-7).

## Apollo 12
Nel suo secondo incarico Scott fu designato come comandante di riserva del modulo dell'Apollo 12.

## Apollo 15
Fece il suo terzo volo spaziale come comandante dell'Apollo 15, 26 luglio - 7 agosto 1971. I suoi compagni di volo furono Alfred M. Worden, pilota del modulo di comando, e James B. Irwin, pilota del modulo lunare. Apollo 15 fu la quarta missione di allunaggio con equipaggio e la prima ad esplorare l'Hadley Rille e i Monti Appennini che sono locati sul bordo sud-est del Mare Imbrium (Mare delle Piogge).
Il modulo lunare Falcon rimase sulla superficie lunare per 66 ore e 54 minuti (registrando un nuovo record) e Scott e Irwin registrarono ciascuno 18 ore e 35 minuti in attività extraveicolari condotte durante tre escursioni sulla superficie lunare. Usando il "Rover-1" per spostarsi e trasportare la loro attrezzatura presso porzioni del Ruscello di Hadley e i Monti Appennini, Scott e Irwin eseguirono una ispezione selenologica (Selene il nome della dea greca associata alla Luna), indagine dell'area e collezione di quasi 80 kg di materiali della superficie lunare.
Schierarono un pacco ALSEP che consisteva nella collocazione e attivazione di esperimenti superficiali, e le loro attività lunari vennero riprese usando una telecamera TV che era operata in remoto da controllori a terra appostati al centro di controllo della missione a Houston, Texas.
Altri risultati dell'Apollo 15 includono: il più grande carico utile mai piazzato nelle orbite terrestri e lunari; primo modulo di strumenti scientifici in volo e operanti su veicoli Apollo; maggior distanza percorsa sulla Luna; primo uso di un congegno di navigazione della superficie lunare (montato sul Rover-1); primo subsatellite lanciato nell'orbita lunare; prima attività extraveicolare da un modulo di comando durante il rientro alla terra.